# Le donne di Mandingo
Le donne di Mandingo è un film pornografico del 1990 diretto da Mario Bianchi (con lo pseudonimo di Jim Reynolds) ed interpretato da Moana Pozzi e Ilona Staller.
Il titolo inglese del film è Passionate Love, quello portoghese invece è As Mulheres de Mandingo.

## Trama
Cicciolina decide di aprire una casa d'appuntamento (la "Casa del Piacere") nella villa dei genitori di Miss Pomodoro. Quest'ultima infatti per attirare nuovi clienti attaccherà vari biglietti per tutto il paese. Le avventure di Cicciolina, Moana e Miss Pomodoro proseguono grazie a tre clienti fissi (Eric Price, Ron Jeremy, Andre Allen) ed una ragazza che non riesce ad avere rapporti sessuali.
Quando le tre decideranno di fare una vacanza in Brasile, Cicciolina porterà con sé alcuni clienti.

## Curiosità
Il film viene citato in una puntata del 2005, dedicata a Ilona Staller, del programma televisivo svedese High Chaparall.